# Георгени
Георгени (рум. Gheorgheni, раније рум. Sânnicolau Gurghiului, мађ. Gyergyószentmiklós) град је у Румунији, у средишњем делу земље, у историјској регији Трансилванија. Георгени је трећи по важности град округа Харгита.
Георгени је према последњем попису из 2002. године имао 20.018 становника.

## Географија
Град Георгени налази се у источном делу историјске покрајине Трансилваније, око 170 km северно до Брашова, најближег већег града. 
Георгени је смештен у високо постављеној котлини (800-850 м надморске висине), па је то један од највиших градова у држави. Око од града издижу се Карпати, посебно високи источно од града.

## Становништво
| 2011.  |
| ------ |
| 18.377 |

Мађари-Секељи чине већину становништва Георгенија (87,5%), а од мањина присутни су Румуни (10,8%) и Роми (1%). По овоме је Гоергени једно од битнијих средишта мађарске културе и традиције у Румунији.

## Галерија
- Биста Габора Бетлена
- Градска железничка станица